# Ass Back Home
Ass Back Home (en español: Regresa tu trasero a casa) es una canción del grupo Gym Class Heroes con la cantante británica Neon Hitch. La canción fue lanzado por primera vez el 1 de noviembre de 2011 en Nueva Zelanda, como el segundo sencillo del álbum de estudio del grupo quinto, el Papercut Chronicles II.
La canción fue coescrita y producida por Benny Blanco, quien también produjo anterior éxito Stereo Hearts.
Ass Back Home se convirtió en el tercer mayor éxito del grupo en el Billboard Hot 100, cuando alcanzó el puesto número doce, alcanzando también el número uno en Australia, once en Nueva Zelanda y el número diez en Irlanda.

## Lista de canciones
| Digital download |                                        |          |  |
| N.º              | Título                                 | Duración |  |
| 1.               | «Ass Back Home» (featuring Neon Hitch) | 3:42     |  |

| Digital EP |                                                               |          |  |
| N.º        | Título                                                        | Duración |  |
| 1.         | «Ass Back Home» (featuring Neon Hitch)                        | 3:42     |  |
| 2.         | «Ass Back Home» (featuring Neon Hitch (Black Cards Remix))    | 5:12     |  |
| 3.         | «Ass Back Home» (featuring Neon Hitch (Ken Loi Extended Mix)) | 5:42     |  |

## Posicionamiento en listas
| Listas (2011–12)                       | Mejor posición |
| -------------------------------------- | -------------- |
| Australia (ARIA)                       | 1              |
| Canada (Canadian Hot 100)              | 24             |
| Croatia (Airplay Radio Chart)          | 65             |
| Irlanda (IRMA)                         | 10             |
| Países Bajos (Mega Single Top 100)     | 81             |
| Nueva Zelanda (Recorded Music NZ)      | 11             |
| Noruega (VG-lista)                     | 15             |
| Escocia (Scottish Singles Sales Chart) | 7              |
| Eslovaquia (Rádio Top 100)             | 45             |
| Reino Unido (UK R&B Chart)             | 3              |
| Reino Unido (UK Singles Chart)         | 9              |
| US Billboard Hot 100                   | 12             |
| US Pop Songs (Billboard)               | 5              |
| US Rap Songs (Billboard)               | 24             |
| US Adult Pop Songs (Billboard)         | 38             |